# Casa Girbau Estrada
La casa Girbau Estrada és un monument del municipi de Sant Feliu de Guíxols (Baix Empordà) inclòs en l'Inventari del Patrimoni Arquitectònic de Catalunya.

## Descripció
Es tracta d'un edifici aïllat situat a primer a línia de mar i envoltat per jardí. Consta de planta de baixa, pis principal i golfes. La coberta és de teula a dues vessants. La façana que dona al mar té, a la planta baixa, un porxo amb un gran arc de mig de punt de maó i un altre més petit al costat esquerre d'arc esglaonat. Al pis principal hi ha dues obertures que donen la terrassa: una d'elles, de grans dimensions, és allindanada, amb angles arrodonits. La terrassa és coberta per una gran marquesina sostinguda per 4 columnes. Aquesta marquesina serveix de base a una terrassa a la qual donen dues obertures del segon pis. Una altra finestra s'obre a la banda esquerra. A les golfes hi ha tres estretes obertures rectangulars. A la part posterior de la casa hi ha un ampli jardí des del qual s'accedeix al primer pis a través d'una escala. Els elements decoratius més remarcables del conjunt són els esgrafiats de les façanes i l'ús ornamental de la fusta.

## Història
La casa Girbau va ser realitzada per l'arquitecte Josep Goday l'any 1910, juntament amb la casa Domènech-Girbau, situada a la finca del costat i de característiques similars. Ambdues obres són de la primera etapa d'activitat professional de Goday: corresponen al moment de transició del modernisme al noucentisme, i expressen la influència en l'arquitecte de l'obra de l'anomenada etapa "blanca" del seu mestre Josep Puig i Cadafalch.